# Гарнишівський (пам'ятка природи)
Гарнишівський — гідрологічна пам'ятка природи біля с. Гарнишівка Волочиського району на Хмельниччині. Була оголошена рішенням Хмельницького облвиконкому № 2 від 01.11.1996 року.

## Опис
Низинне болото по річці Грабака, яке підтримує водний режим річки.
Площа — 50 га.

## Скасування
Станом на 01.01.2016 року об'єкт не міститься в офіційних переліках територій та об'єктів природно-заповідного фонду, оприлюднених на Єдиному державному вебпорталі відкритих даних http://data.gov.ua/ [Архівовано 4 травня 2016 у Wayback Machine.]. Проте ні в Міністерстві екології та природних ресурсів України, ні у Департаменті екології та природних ресурсів Хмельницької обласної державної адміністрації відсутня інформація про те, коли і яким саме рішенням було скасовано даний об'єкт природно-заповідного фонду.